# English Premier Ice Hockey League 2008/09
Die Saison 2008/09 war die 11. Austragung der English Premier Ice Hockey League. 

## Modus und Teilnehmer
An der zweithöchsten britischen Liga nehmen ausschließlich englische Mannschaften teil. Es wurden drei Runden, jeweils mit Hin- und Rückspiel gespielt. Für einen Sieg – auch nach Verlängerung oder Penaltyschießen – wurden zwei Punkte vergeben, für eine Niederlage nach Verlängerung oder Penaltyschießen gab es einen Punkt.
| Platz | Mannschaft              | Spiele | S  | SO/P | NO/P | N  | Tore     | Punkte |
| ----- | ----------------------- | ------ | -- | ---- | ---- | -- | -------- | ------ |
| 1     | Peterborough Phantoms   | 54     | 36 | 2    | 3    | 13 | 275:166  | 79     |
| 2     | Milton Keynes Lightning | 54     | 32 | 2    | 6    | 14 | 221:149  | 74     |
| 3     | Guildford Flames        | 54     | 28 | 6    | 3    | 17 | 230:1735 | 71     |
| 4     | Slough Jets             | 54     | 26 | 5    | 2    | 21 | 217:179  | 64     |
| 5     | Bracknell Bees          | 54     | 28 | 2    | 1    | 23 | 176:148  | 61     |
| 6     | Romford Raiders         | 54     | 22 | 5    | 3    | 24 | 197:259  | 57     |
| 7     | Sheffield Scimitars     | 54     | 19 | 3    | 5    | 27 | 187:202  | 49     |
| 8     | Swindon Wildcats        | 54     | 21 | 2    | 2    | 29 | 157:194  | 48     |
| 9     | Telford Tigers          | 54     | 16 | 1    | 5    | 32 | 186:245  | 39     |
| 10    | Wightlink Raiders       | 54     | 10 | 4    | 2    | 38 | 189:320  | 30     |

Legende: S–Siege, SO/P–Siege nach Overtime oder Penalty, NO/P–Niederlage nach Overtime oder Penalty, N–Niederlage

## Play-offs
Die Spiele der ersten Play-off-Runde wurden im Modus mit Hin- und Rückspielen durchgeführt.

### Final Four
Die entscheidenden Spiele der Saison wurden in einem Finalturnier am 11. und 12. April 2009 in Coventry ausgetragen.
Halbfinale
| 11. April 2009 | Peterborough Phantoms | 4:2 (0:0, 2:0, 2:2) | Slough Jets | Coventry |

| 11. April 2009 | Milton Keynes Lightning | 3:2 n. P. (1:0, 0:2, 1:0, 0:0, 2:0) | Guildford Flames | Coventry |

Finale
| 12. April 2009 | Peterborough Phantoms | 5:4 (3:1, 1:1, 1:2) | Milton Keynes Lightning | Coventry |

## Auszeichnungen
Journalisten wählten Steve Moria (Slough Jets) zum besten Spieler und Colin Patterson (Peterborough Phantoms) zum besten Trainer.